# Pieter van Laer
Pieter Jacobsz. van Laer of van Laar (gedoopt Haarlem, 15 december 1599 – aldaar (?), vermoedelijk najaar 1642), aanvankelijk P.J. Boddink genoemd, was een Nederlands schilder en graficus. Hij was meer dan tien jaar actief in Rome en stond bekend om genretaferelen, dierenschilderijen en landschappen geplaatst in de omgeving van Rome.
Hij was een actief lid van de vereniging van Vlaamse en Nederlandse kunstenaars in Rome die bekend stond als de Bentvueghels. Zijn bijnaam in deze groep was Il Bamboccio (De lelijke pop). De stijl van genreschilderen die hij introduceerde werd gevolgd door andere Noordelijke en Italiaanse schilders in Rome. Deze volgelingen werden bekend als de Bamboccianti en een schilderij in deze stijl als een Bambocciata (meervoud: Bambocciate).

## Leven
Van Laer was mogelijk een leerling van Esaias van de Velde (1587-1630). Na een studiereis door Frankrijk vertrok hij met zijn broer Roelant naar Italië, waar hij zich in 1625 in Rome vestigde. Hier maakte hij kennis met schilders als Claude Lorrain, Nicolas Poussin en Joachim von Sandrart. Ook sloot hij zich aan bij de Bentvueghels, een groep Nederlandstalige schilders in Rome, die de gewoonte had haar leden een passende bijnaam (de zogenaamde 'bentnaam') te geven.  Van Laers bentnaam was 'Il Bamboccio (variaties: Bambotio, Bamboots) hetgeen 'lappenpop' of 'lelijke pop' betekent.  Dit was volgens de vroege biograaf Joachim von Sandrart een verwijzing naar zijn vreemde lichaamsbouw: ongewoon lange benen, korte borst en bijna geen nek.
Aanvankelijk deelde hij een woning in de Via Margutta in de Romeinse parochie van Santa Maria del Popolo met zijn landgenoten Cornelis Schut, Jacob de  Bisschop en Alexander van Welinckhoven (1606-1629).  Later deelde hij een woning met Stephano Cortes en Giovanni di Filippo del Campo, wiens leerling hij mogelijk was.
Omstreeks 1639 keerde hij weer terug naar Nederland, waar hij tot 1642 voornamelijk in Haarlem actief was. In 1641 verscheen een tekening van hem in het Haarlems liedboek, maar daarna verdwijnt hij uit beeld. In het testament van zijn zus uit 1654 wordt vermeld dat hij op dat moment 12 jaar eerder overleden was.

## Werk
Net als bij andere italianisanten is de Italiaanse invloed duidelijk merkbaar in zijn landschappen. Van Laer vulde deze echter aan met genretaferelen – herders, boeren, marktkooplui, feesten, enz – met een typisch Nederlands karakter. Dit bleek een gouden greep die veel navolging kreeg bij andere Nederlandse en Vlaamse italianisten in Rome, die, naar zijn bijnaam de Bamboccianti worden genoemd. Gerard de Lairesse, pleitebezorger van het classicisme vond het maar niets en weet de 'teloorgang' van de schilderkunst in de 17e eeuw aan deze bambootsiades. Tot zijn grafisch werk behoren series etsen met paarden, runderen, honden en herders. 

## Afbeeldingen

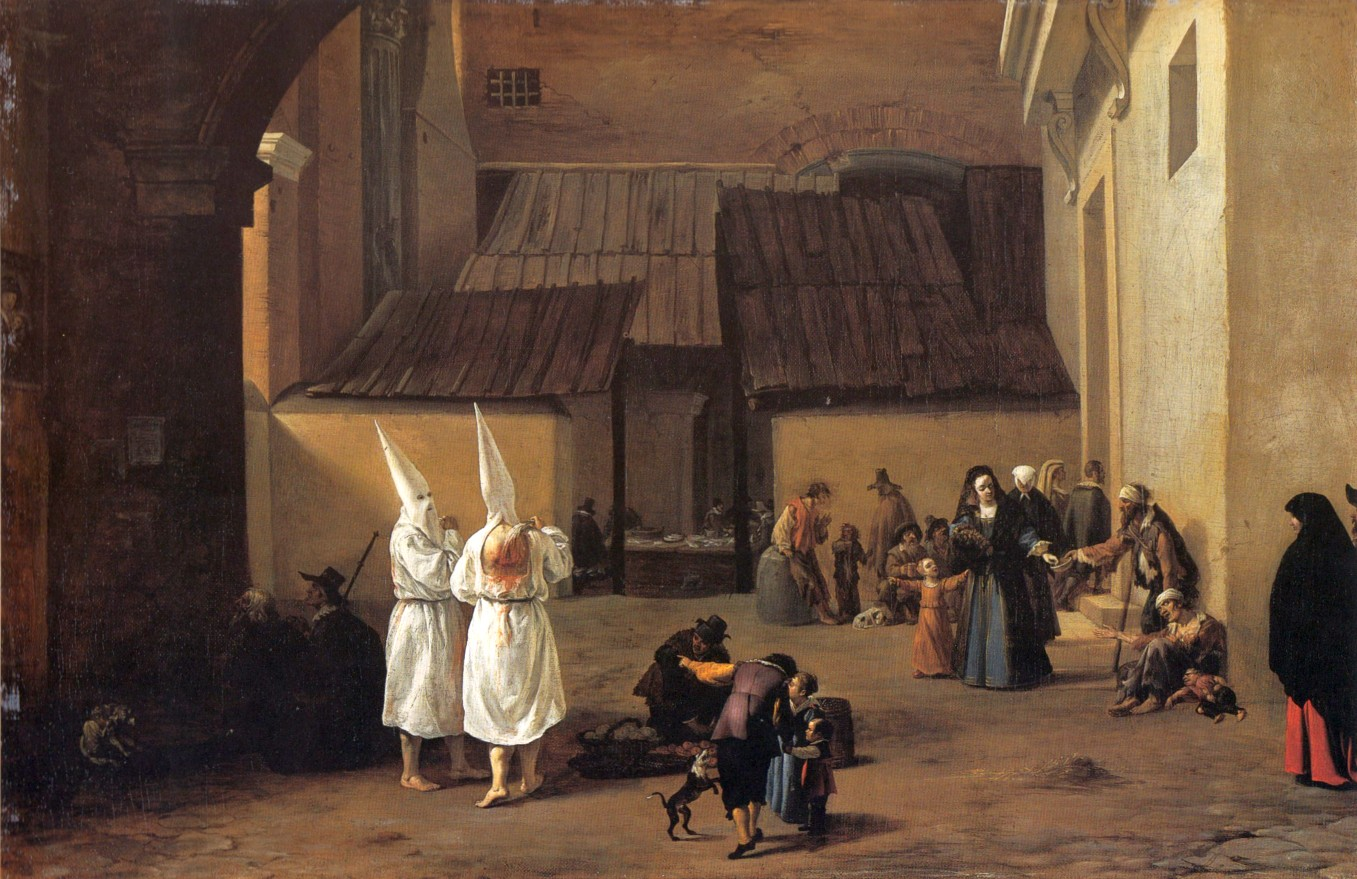
De flagellanten, ca. 1635
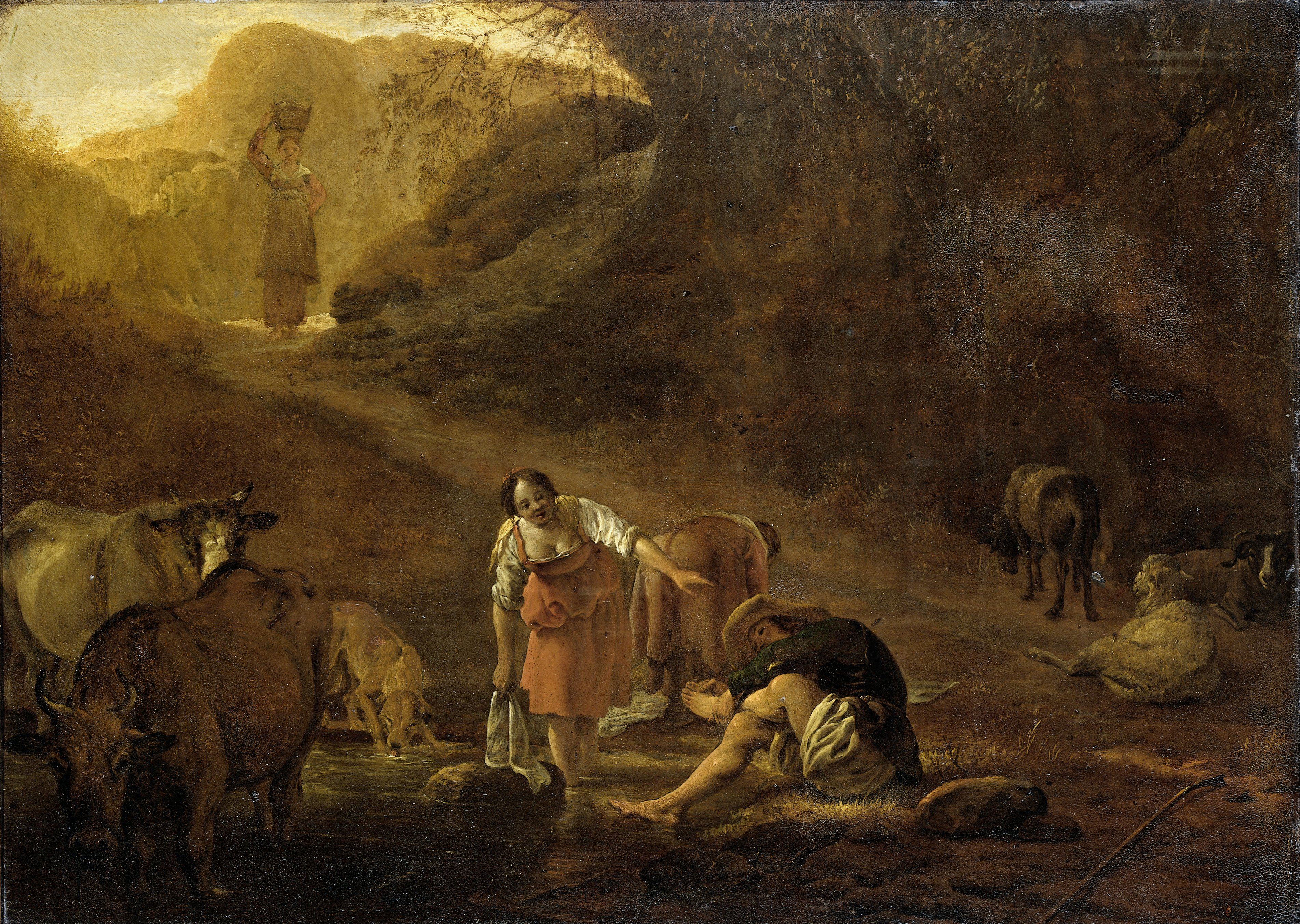
Een herder en wasvrouwen bij een bron, ca. 1635
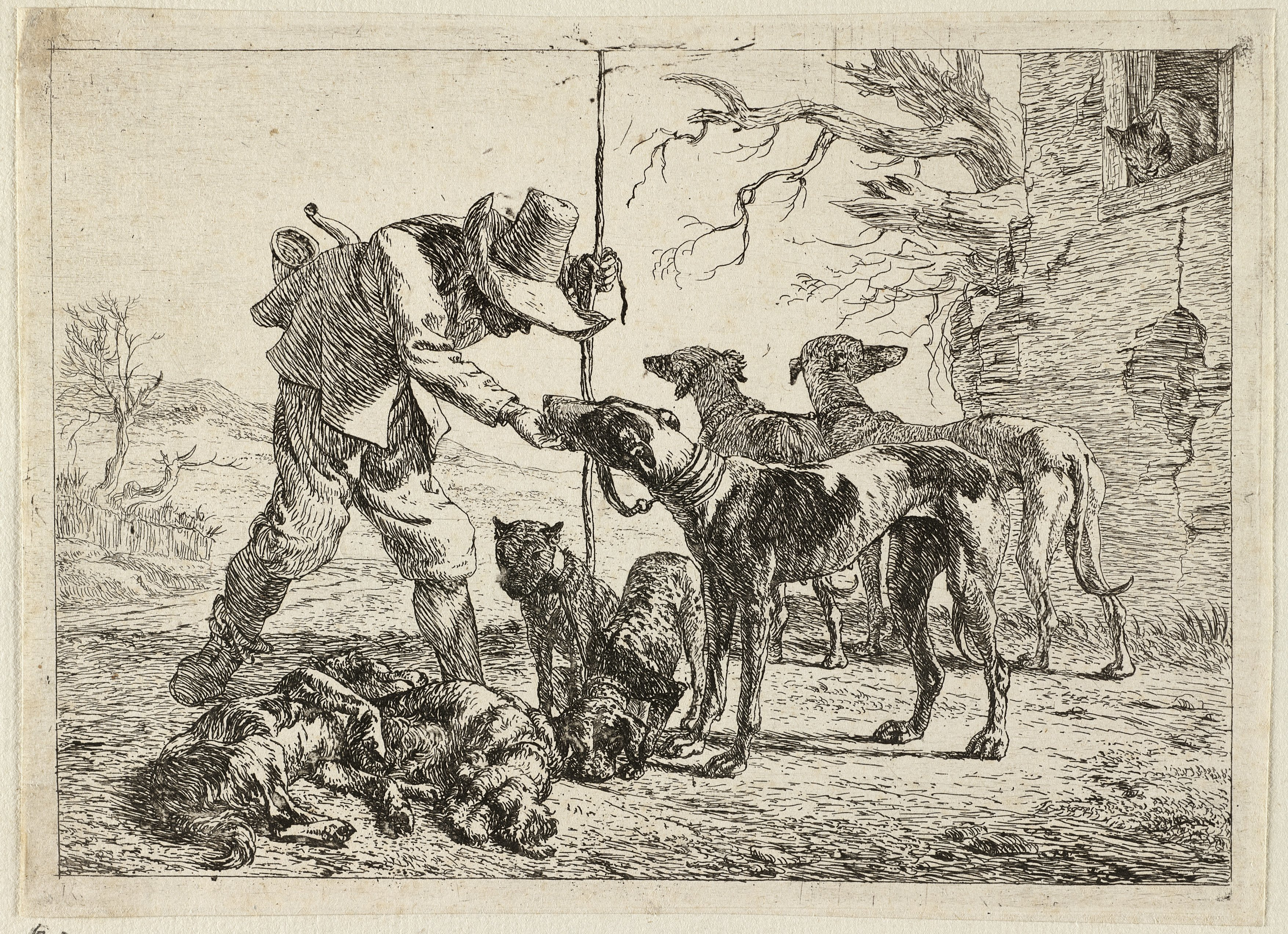
Jager met zeven honden, 1636

- Biblioteca Nacional de España: XX1549275
- Bibliothèque nationale de France: cb12302344w (data)
- Biografisch Portaal: 13701723
- Digitale Bibliotheek voor de Nederlandse Letteren: laer011
- Gemeinsame Normdatei: 118778420
- International Standard Name Identifier: 0000 0000 5456 3651
- KulturNav: 18342c50-c5c7-4f2d-a1e8-b870643938ed
- Library of Congress Control Number: nr94012011
- National Gallery of Victoria: 5195
- Nederlandse Thesaurus van Auteursnamen: 072299029
- RKD-Nederlands Instituut voor Kunstgeschiedenis: 47343
- Système universitaire de documentation: 031893694
- Museum of New Zealand Te Papa Tongarewa: 25101
- Union List of Artist Names: 500007565
- Virtual International Authority File: 316649852
- WorldCat: E39PCjyGbXVFdm8C7chxxKVkwy